# 국립농산물품질관리원 충북지원
국립농산물품질관리원 충북지원(國立農産物品質管理院 忠北支院)은 국립농산물품질관리원의 소속기관이다. 1999년 5월 24일 발족하였으며, 충청북도 청주시 흥덕구 월명로220번길 46에 위치하고 있다. 지원장은 서기관 또는 기술서기관으로 보한다.

## 연혁
- 1950년 4월 1일: 농산물검사소에 청주지소 설치.
- 1963년 5월 28일: 국립농산물검사소 소속으로 개편.
- 1995년 3월 10일: 충청북도지소로 개편.
- 1998년 7월 1일: 충북지소로 개편.
- 1999년 5월 24일: 국립농산물품질관리원 충북지원으로 개편.
- 2011년 6월 15일: 출장소를 사무소로 개편.

## 관할구역
- 충청북도

## 조직

### 지원장
| - 유통관리과 - 품질관리과 | - 사무소 - 충주사무소 - 제천·단양사무소 - 옥천사무소 - 영동사무소 - 괴산·증평사무소 - 보은사무소 - 음성사무소 - 진천사무소 |